# Paride (Canova)
Paride è un'opera scultorea in marmo eseguita da Antonio Canova nei primi anni dell'Ottocento e conservata nel Museo dell'Ermitage di San Pietroburgo. Ne esiste una versione anche al Metropolitan Museum di New York.
La scultura fu realizzata su commissione di Giuseppina di Beauharnais ed esposta nel castello di Malmaison, dove suscitò lo stupore dei presenti e il sentito elogio di Leopoldo Cicognara, il quale, in una missiva all'artista risalente al 24 luglio 1813 lodò la bellezza dell'opera, ritenendola modellata «a forza di carezze e di baci».
Nella scultura il bellissimo pastore frigio, figlio dei sovrani di Troia, s'appoggia col braccio sinistro ad un tronco d'albero, sul quale è abbandonata la sua clamide, volgendo lo sguardo pensoso alla sua destra, come abbagliato da qualcosa.
L'opera fu richiesta in replica all'artista da Ludovico I di Baviera che l'accolse nelle sue collezioni. 